# Jesús Martínez del Vas
Jesús Antonio Martínez del Vas (Madrid, 11 de abril de 1973), que firma como JMV, es un historietista español.

## Biografía
Tras licenciarse en Arquitectura, JMV se lanzó al mundo del dibujo. Con sus dibujos ha colaborado en revistas de cine y de videojuegos (RH, ON-OFF, Star Wars: Magazine, Superjuegos), periódicos como Gaceta Universitaria (donde nació su personaje BOK), el Marca, Negocio y estilo de vida, etc. 
Ha ganado diversos premios, tales como "Premio concurso joven y brillante 99" de Humor gráfico y el "Premio al mejor autor novel" en el Expocómic de Madrid de 2002. Entre sus obras destacan las parodias a la obra de J. R. R. Tolkien El hobbit con "El Jovit", e igualmente de El Señor de los Anillos con los tomos "El Señor de los panchitos (Volumen I y II)". De este modo también ha parodiado a la saga Star Wars. Ha escrito para Random House los guiones de los cómics del personaje Cálico Electrónico
Durante el Expocómic de Madrid de 2007, Jesús Martínez presentó su tercera edición de "El Jovit", que cuenta con material inédito, un prólogo de Niko (Cálico Electrónico) y varias ilustraciones nuevas.
En septiembre de 2014 empezó a colaborar en la revista satírica El Jueves con la serie Tecno. 
Desde hace varios años es colaborador del podcast "El mundo de Spectrum", siendo coautor de los libros "El Mundo del Spectrum" y "El Mundo del Spectrum +". También es autor en solitario de "La Aventura Colosal", un libro sobre la historia de los videojuegos de tipo conversacional (que usan el texto como sistema de juego). En noviembre de 2019 lanzó al mercado el libro Queremos Su Dinero, una biografía novelizada de José Luis Domínguez, el empresario que trajo a España la marca Amstrad y se hizo multimillonario gracias a ella.
En diciembre de 2021 edita "La Historia de Dinamic" con la Editorial GamePress, libro en que se cuenta la historia de la célebre compañía española de desarrollo de software, que triunfó durante los años 80.
En mayo de 2022 se anunció que "La Historia de Dinamic" será adaptada a la TV por Javier Olivares, creador de la serie El Ministerio del Tiempo. La nueva sería será producida por la londinense Blackbox Media, y contará con la participación de Ezequiel Lara y Bruno Teixidor como guionistas.

## Obra
- Bok. Vol. 1 - Editorial JMV Cómics. Mayo de 2001.
- Bok. Vol. 2 - Editorial JMV Cómics. Septiembre de 2003.
- Bok. Vol. 3 - Editorial JMV Cómics. Septiembre de 2004.
- Bok. Vol. 4 - Editorial JMV Cómics. Septiembre de 2005.
- Bok. Vol. 5 - Editorial JMV Cómics/Dolmen Ediciones. Octubre de 2007.
- El Jovit - Aldebarán Ediciones. Octubre de 2001.
- El Jovit - JMV Cómics. Segunda edición con material inédito, mayo de 2003. Tercera edición con material inédito, prólogo de Niko (Cálico Electrónico) y varias ilustraciones nuevas, diciembre de 2007.
- Epichode I: El pringue de Arnaldo - Editorial JMV Cómics. Junio de 2002. Segunda edición en febrero de 2003. Tercera edición en diciembre de 2004.
- Epichode II: El ataque de los mariclones - Editorial JMV Cómics. Noviembre de 2002. Segunda edición en septiembre de 2005.
- Epichode III: El rebote de los Sitzs - Editorial JMV Cómics. Junio de 2005.
- Epichode IV: Una nueva desgracia - Editorial JMV Cómics. Octubre de 2011.
- Epichode V: El Imperio se pone chusco - Editorial JMV Cómics. Noviembre de 2012.
- El señor de los panchitos (Volumen 1) - Editorial JMV Cómics. Enero de 2003. Segunda edición en febrero del 2004. Tercera edición en septiembre de 2005.
- El señor de los panchitos (Volumen 2) - Editorial JMV Cómics. Noviembre de 2003. Segunda edición en febrero del 2004. Tercera edición en septiembre de 2005.
- Magacine 2004 (Recop. Tiras revista RH) - Editorial JMV Cómics. Septiembre de 2004.
- Friki power - Editorial Megara. Recopilación de tiras de la revista ON-OFF. Abril de 2005.
- Pabernos matao - Editorial Megara. Recopilación de tiras de actualidad. Diciembre de 2005.
- Pabernos matao 2 - Editorial Megara. Segunda recopilación de tiras de actualidad. Junio de 2008.
- Epichode Collection - Editorial Megara. Junio de 2006. Recopilación de las obras Epichode I, II y III
- Sí, dibujo tebeos ¿y qué? - Dolmen Ediciones. Junio de 2006. Formato libro 150 páginas.
- Bok Redux - Dolmen Ediciones. Octubre de 2006. Formato libro 128 páginas.
- Todo Bok - Dolmen Ediciones. Mayo de 2012. Formato libro 255 páginas.
- Pobretheus - Editorial JMV Cómics. Mayo de 2013.
- El Mundo del Spectrum (coautor) - Editorial Dolmen. Noviembre de 2016.
- El Mundo del Spectrum + (coautor)- Editorial Dolmen. Octubre de 2017.
- La Aventura Colosal - Editorial Dolmen. Agosto de 2018.
- Queremos su Dinero - Editorial Dolmen. Noviembre de 2019.
- La Historia de Dinamic - Editorial GamePress. Diciembre de 2021.